# 宮本正明
宮本 正明（みやもと まさあき、1968年9月19日 - ）は、日本の男性キックボクサー。大阪府吹田市出身。身長193cm、体重96kg。正道会館を経てフリーランス。

## 来歴
沖縄県の琉球ボクシングジムのK-1選手のボクシング・トレーナーとして有名な元WBA世界スーパーライト級チャンピオン平仲信明の元でトレーニングに励み、1996年5月6日、K-1 GRAND PRIX '96のスペシャル・ワンマッチでK-1デビューを果たす。
1997年10月には群馬県高崎市に「SEIDO群馬K-1ジム」を開き、正道会館では群馬支部の支部長を務めた。
2000年5月28日、K-1 SURVIVAL 2000で天田ヒロミと対戦。自ら放ったローキックで骨折、KO負け。
2000年以降は7年間で2試合とリングから遠ざかっており、ボブ・サップがデビューした2002年からはサップのチームの一員のセコンドとしてK-1に登場していた。
2年ぶりの試合となった2004年3月14日、K-1 BEAST 2004のクリフ"ツインタイソン"コーザー戦では、判定勝ち。

## 人物
- K-1ファイターの後輩からも絶大な信頼を持たれる兄貴的存在であった。武蔵やボブ・サップのセコンドなど、ミスターセコンドとの異名をとる。スパーリングでアーネスト・ホーストを倒す大型新人デビューと騒がれ、紹介された宮本の顔を見た記者に「あのミスターセコンドか」と言われる程のK-1では有名人であった。
- 総合格闘家・プロレスラーのエンセン井上とは仲がよく、宮本もエンセンが所属する「PUREBRED大宮」の選手に打撃コーチやアドバイスを行っていた。現在はタレント、俳優、政治活動や講演活動をしている。

## ファイトスタイル
- 得意技は右ストレート。テレビでは「熱血ハードパンチャー」と紹介されていた。
- K-1最短13秒のKO記録を持つ[2]。

## 戦績
| 勝敗 | 対戦相手                       | 試合結果                                | 大会名                                     | 開催年月日     |
| ○    | クリフ"ツインタイソン"コーザー | 3R終了 判定3-0                          | K-1 BEAST 2004 〜新潟初上陸〜              | 2004年3月14日  |
| ×    | ノブ・ハヤシ                   | 3R終了 判定0-3                          | K-1 WORLD GP 2002 in FUKUOKA               | 2002年7月14日  |
| ×    | 天田ヒロミ                     | 1R 2:19 KO（右脛骨折）                  | K-1 SURVIVAL 2000 【JAPAN GP 2000 1回戦】  | 2000年5月28日  |
| ×    | ヴィサム・フェイリー           | 3R終了 判定0-3                          | K-1 RISING 2000                            | 2000年1月25日  |
| ×    | ノブ・ハヤシ                   | 1R 1:48 KO（パンチ連打、2ノックダウン） | K-1 SPIRITS '99 【K-1 JAPAN GP '99 1回戦】 | 1999年8月22日  |
| ○    | ラス・ホワイト                 | 2R 2:45 KO（右フック）                  | K-1 RISING SUN '99                         | 1999年2月3日   |
| ×    | アンディ・フグ                 | 1R 2:50 KO（左バックハンドブロー）      | K-1 JAPAN '98 〜神風〜                     | 1998年10月28日 |
| ×    | スタン・ザ・マン               | 3R 2:55 TKO（左フック）                 | K-1 STAR WARS '96                          | 1996年10月18日 |
| ×    | デニス・アレクシオ             | 6R 1:01 TKO                             | ISKA タイトルマッチ（ハワイ州ホノルル）    | 1996年8月17日  |
| ○    | アイアン・ロニー               | 1R 0:13 KO（右ストレート）              | K-1 GRAND PRIX '96 決勝戦                  | 1996年5月6日   |

## 獲得タイトル
- 1994 全日本サバキ空手道選手権 無差別級 優勝

## 出演作品
- 映画「新第三の極道V/裏盃の逆襲」（MUSEUM）
- 映画「SPECTER」
- 映画「逆境ナイン」カメオ出演
- NHK「天才てれびくんMAX」 pm6:20-6:55・天てれドラマ「パパはパンダ」パパ役[3]
- 各種CM等